# San Antonio (Misiones)
San Antonio is een plaats in het Argentijnse bestuurlijke gebied General Manuel Belgrano in de provincie Misiones. De plaats telt 8.331 inwoners.